# Nikolaï Mezentsov
Nikolaï Vladimirovitch Mezentsov (en russe : Николай Владимирович Мезенцов), né le 4 avril 1827, est un membre du Conseil d'État de l'empire russe et chef de la police secrète russe. Il meurt assassiné par un révolutionnaire narodnik le 4 août 1878.

## Biographie
Nikolaï Mezentsov commence sa carrière militaire en 1845. Il participe à la guerre de Crimée de 1853 à 1856, notamment lors du siège de Sébastopol. 
Il commande l'écrasement de l'Insurrection polonaise de 1861-1864.
En 1864, il est nommé chef d'état-major de la gendarmerie. Commandant de ce corps militaire en 1874, puis général de la gendarmerie et chef du « troisième département », qui conduit les affaires de surveillance politique et d'investigations) en 1876.
Le 4 août 1878, l'anarchiste Sergueï Stepniak-Kravtchinski poignarde le  général Nikolaï Mezentsov dans une rue  de Saint-Pétersbourg.

## Source
- Jewgeni Schukow, Sowetskaja istoritscheskaja enziklopedija: Tome 9. éditions Sowetskaja enziklopedija, Moscou, 1966.